# ハルさん
『ハルさん』は、藤野恵美の小説。2007年2月に東京創元社のミステリ・フロンティアから単行本が刊行された。2013年3月には創元推理文庫から文庫本が刊行された。頼りない父親・ハルさんが、娘の結婚式の日、娘が幼稚園児から大人になるまでに起きた5つの事件（日常の謎）を回想する。
2017年にテレビ朝日系でテレビドラマ化された。

## あらすじ

### 第一話
- 消えた卵焼き事件

風里が幼稚園で仲良くする隆君とケンカをした。ケンカの理由を「お弁当の卵焼きを風里が食べたからだ」と隆君は主張するが、風里は「食べてなんかいない」と真っ向から否定する。

### 第二話
- 夏休みの失踪

小学四年生に成長した風里は、近所で気難しい老人と噂される源田のおじいちゃんの家に立ち寄ったあと、行方不明となる。源田のおじいちゃんは、「風里が花を盗んだ」と主張するが、晴彦には風里がそのような事をするとは思えなかった。

### 第三話
- 涙の理由

今まで自宅にテレビが無かった春日部家。リサイクルショップでテレビを買って、テレビのある生活を送るようになるが、イジメを取り扱った番組を見て、晴彦は不安に駆られてしまう。

### 第四話
- サンタが指輪を持ってくる

花屋でバイトを始めた風里だが、店内でお客が落とした落し物を届けようと店を出たところで、運悪く足を滑らせ骨折してしまう。落し物がアクセサリーだと気付いた風里はその落し物を、見舞いに来た父親の晴彦に託す。

### 第五話
- 人形の家

晴彦は「大切なドールを何者かにすり替えられた」と主張する顧客の元へ、浪漫堂のオーナーと共に向かう。

## 登場人物[編集]
春日部晴彦（かすかべ はるひこ）
通称「ハルさん」。職業は人形作家。かつてはサラリーマンであったが、多忙の中製作したドールがコンクールで高く評価されたことから、退職し人形作家として生計を立てるようになる。瑠璃子の死後、シングルファザーとして風里を育てている。主に製作するのはビスクドール。心配性で人付き合いが苦手。風里のことで、心の中で思い悩む癖がある。
春日部風里（かすかべ ふうり）
晴彦の娘。通称「ふうちゃん」。晴彦とは違い、社交的で行動力がある。小学生の頃まで、晴彦のことを「ハルさん」と呼んでいた。大学卒業後、長谷（はせ）と結婚する。
春日部瑠璃子（かすかべ るりこ）
晴彦の妻。風里が幼稚園児のときに他界する。しかしその後も、晴彦がどうしようもなく困ったときに「心の中の瑠璃子さん」に語りかけると、事件の謎を解き明かしてくれる。
浪漫堂のオーナー（ろまんどうのオーナー）
晴彦の製作する人形を取り扱う、ドール専門店のオーナー。晴彦の製作するドールに惚れ込み、彼の製作するドールの販売を一手に引き受ける。製作に時間をかけるあまりバックオーダーを多く抱える晴彦に頭を悩ませながらも、彼と風里の生活を暖かく見守っている。

## テレビドラマ
『ハルさん〜花嫁の父は名探偵!?』は、2017年12月3日にテレビ朝日系「日曜ワイド」で放送された。主演は生瀬勝久。
第一話「消えた卵焼き事件」、第二話「夏休みの失踪」、及び最後の結婚式のシーンが映像化された。テレビドラマ版では、瑠璃子は飛行機事故で亡くなったことになっている。

### キャスト
- 春日部晴彦（人形作家・通称「ハルさん」） - 生瀬勝久
- 春日部瑠璃子（晴彦の妻・22年前 飛行機事故で死亡） - 緒川たまき
- 春日部風里（晴彦と瑠璃子の娘・通称「ふうちゃん」） - 飯豊まりえ[2]（幼少期：伊東苺香[3] / 少女期：遠藤璃菜[4]）
- 細川琴乃（彩乃の母） - 伊藤ゆみ[5]
- 島田絹代（隆の祖母） - 榊原るみ
- 石塚貴之（美雪の夫・北海道在住） - 小野了
- くみちゃんのファン - 坂本真
- ラジオの音声 - あらいしずか[6]
- 細川彩乃（風里のクラスメイト） - 安藤美優[7]
- 島田隆（小学1年生） - 川口和空
- 石塚美雪（晴彦の姉） - 山下容莉枝
- 長谷紀雄（風里の花婿） - 前野朋哉[8]
- 島田聡子（隆の母） - 遠藤久美子
- 源田徳蔵（園芸好き） - 渡辺哲
- 田所敬介（浪漫堂 店主） - 近藤芳正

### スタッフ
- 原作 - 藤野恵美（『ハルさん』創元推理文庫）
- 脚本 - 深沢正樹
- 監督 - 大谷健太郎
- 技術協力 - ビデオスタッフ
- 照明協力 - ザ・ホライズン
- 装飾 - 日映装飾美術
- ポスプロ - 松竹映像センター、IMAGICA
- ゼネラルプロデューサー - 関拓也（テレビ朝日）
- プロデューサー - 都築歩（テレビ朝日）、渡邊竜（松竹）
- 制作協力 - 松竹撮影所東京スタジオ
- 制作 - テレビ朝日、松竹